# Glaucopsyche mildredae
Glaucopsyche mildredae är en fjärilsart som beskrevs av Ralph L. Chermock 1944. Glaucopsyche mildredae ingår i släktet Glaucopsyche och familjen juvelvingar. Inga underarter finns listade i Catalogue of Life.